# Bobby Rydell
Robert Louis Ridarelli (26 de abril de 1942 - 5 de abril de 2022), conocido por el nombre artístico Bobby Rydell, fue un cantante y actor estadounidense que interpretó principalmente música rock and roll y pop tradicional. A principios de la década de 1960, fue considerado uno de los primeros ídolos juveniles adolescentes. Sus canciones más conocidas incluyen «Wildwood Days», «Wild One» y «Volare» (versión de una canción italiana de Domenico Modugno, «Nel blu, dipinto di blu»); en 1963 apareció en la película musical Bye Bye Birdie.
En la década de 1980, se unió a un trío llamado The Golden Boys, con sus ex ídolos adolescentes Frankie Avalon y Fabian Forte.

## Primeros años
Rydell nació en abril de 1942 y era hijo de Jennie Ridarelli (de soltera Sapienza) y Adrio "Al" Ridarelli. Ambos padres eran de ascendencia italiana. Creció en el barrio Lower Moyamensing del sur de Filadelfia.
De niño, imitaba a los cantantes que veía en la televisión, y a la edad de siete años su padre lo llevó por los clubes de Filadelfia, preguntándole si podía cantar y hacer algunas imitaciones. Cuando tenía ocho años, su reputación lo llevó a aparecer en un programa de talentos en la serie de televisión nacional, TV Teen Club. Ganó el concurso y el presentador del programa, Paul Whiteman, lo reclutó. en el elenco, donde permaneció durante varios años. Fue aquí donde su nombre fue anglicanizado a Bobby Rydell.

## Carrera
Rydell tocó en varias bandas en el área de Filadelfia. Cuando tenía 14 años, era el baterista de Enamons (NoNames escrito al revés), que incluía a su amigo de la infancia Pat Azzara en la guitarra. Azzara luego asumió el nombre artístico de Pat Martino y se convirtió en un notable guitarrista de jazz. Otra banda fue Rocco and the Saints, en la que cantaba y tocaba la batería. Después de lanzar tres sencillos sin éxito para pequeñas empresas, firmó un contrato de grabación con Cameo Records. Este fue dirigido por Bernie Lowe, quien había sido el pianista que lo acompañaba en TV Teen Club. Después de un par de fracasos, "Kissin' Time" llegó a las listas de éxitos en 1959. En mayo de 1960, Rydell realizó una gira por Australia con The Everly Brothers, Billy "Crash" Craddock, Marv Johnson, The Champs, The Crickets y Lonnie Lee.
Su segundo éxito fue "We Got Love". El álbum del mismo nombre, el primero, vendió un millón de copias y obtuvo el estatus de disco de oro. A "Wild One" le siguió "Little Bitty Girl", que fue su segundo sencillo con ventas millonarias. Continuó lanzando canciones exitosas con "Swingin' School" respaldada por "Ding-A-Ling" y "Volare" más tarde en 1960, que también vendió más de un millón de copias. Se estima que vendió más de 25 millones de discos en total.
En 1961, actuó en el Copacabana de la ciudad de Nueva York, donde fue el artista más joven en encabezar el club nocturno. En febrero de 1961, apareció en el Festival du Rock en el Palais des Sports de Paris en París, Francia. En ese mismo año, el y Chubby Checker grabaron Jingle Bell Rock, que se ubicó en el Billboard Hot 100 en el puesto 21. Aunque el éxito del sencillo no estuvo a la altura de las expectativas, el álbum conjunto "Bobby Rydell - Chubby Checker" se convirtió en un éxito.
El éxito y las perspectivas de Rydell llevaron a su padre, Adrio, capataz de Electro-Nite Carbon Company en Filadelfia, a renunciar en 1961 después de 22 años para convertirse en el gerente de ruta de su hijo.
En 1963, Rydell lanzó la canción "Wildwood Days", que alcanzó el número 17 en la lista Billboard Hot 100 y permaneció allí durante nueve semanas. Un mural en el paseo marítimo de Wildwood, Nueva Jersey, pintado en 2014, honra a Rydell, cuya canción colocó a la comunidad en el centro de atención nacional.
Ese mismo año, Rydell interpretó a Hugo Peabody en la versión cinematográfica de Bye Bye Birdie, también protagonizada por Ann-Margret y Dick Van Dyke. La producción teatral original de Bye Bye Birdie no tenía un papel de canto real para el personaje de Hugo, pero el guion de la película se reescribió específicamente para expandir el papel de Rydell. En 2011, Sony Pictures restauró digitalmente la película. Rydell y Ann-Margret asistieron al estreno de la restauración en Beverly Hills, organizado por la Academia de Artes y Ciencias Cinematográficas.
Durante la década de 1960, Rydell tuvo numerosos éxitos en la lista Billboard Hot 100. Su carrera discográfica le valió 34 éxitos Top 100, colocándolo entre los cinco mejores artistas de su época (Billboard). Incluyeron sus éxitos más populares: "Wild One" (su sencillo con mayor puntuación, en el número 2), "Volare" (número 4), "Swingin 'School" (número 5), "Kissin' Time" (número 11), "Sway" (número 14), "Tengo a Bonnie" (número 18) y "The Cha-Cha-Cha" (número 10). Su último gran éxito en las listas fue "Forget Him", que alcanzó el número 4 en el Hot 100 en enero de 1964. La canción, escrita por Tony Hatch, fue su quinto y último disco de oro.
Rydell dejó Cameo-Parkway Records más tarde en 1964 y firmó con Capitol Records. En ese momento, la invasión británica había llegado y actos como Rydell sufrieron una caída dramática en popularidad. Bandas como The Beatles se hicieron más populares, y Rydell, sin darse cuenta, contribuyó a su propia ruina al inspirar a John Lennon y Paul McCartney a escribir "She Loves You", una canción que catapultó su éxito mucho más allá del suyo.
Durante ese tiempo, actuó en muchos programas de televisión, incluido The Red Skelton Show, donde Skelton le escribió un papel recurrente como Zeke Kadiddlehopper, el primo menor de Clem Kadiddlehopper. También apareció en The Danny Thomas Show, Jack Benny, Joey Bishop y The George Burns Show. Participó regularmente en The Milton Berle Show y fue panelista en To Tell the Truth en 1964. El 6 de octubre de 1964, hizo una aparición especial en el episodio "Duel" de la serie de televisión Combat! Fue el primer papel actoral dramático de Rydell.
En 1963, Rydell protagonizó un piloto de televisión no vendido llamado Swingin' Together producido por Desilu Productions, que lo presentó como el líder de una banda de rock 'n roll de cuatro integrantes que buscaba su gran oportunidad. También durante ese tiempo, Rydell sirvió en el 103º Batallón de Ingenieros de la Guardia Nacional del Ejército de Pensilvania.
En enero de 1968, se anunció en la revista musical británica NME que Rydell había firmado un contrato de grabación a largo plazo con Reprise Records. Continuó actuando en clubes nocturnos, clubes nocturnos y lugares de Las Vegas durante las décadas de 1970 y 1980, pero su carrera se vio obstaculizada por la negativa de ABKCO Records a reeditar el catálogo Cameo-Parkway de Rydell, por lo que no estuvo disponible hasta 2005, aunque sí lo hizo. -graba sus éxitos en 1995 para K-tel Records). Tuvo un éxito más después de 1965, una regrabación disco de "Sway", que alcanzó la lista Billboard Easy Listening en 1976.
Rydell continuó de gira por el resto de su vida, a menudo con Frankie Avalon y Fabian Forte, actuando bajo el nombre de "The Golden Boys". Su autobiografía se publicó en 2016.

## Vida personal
Rydell estuvo casado con su primera esposa, Camille Quattrone Ridarelli, durante 35 años, desde 1968 hasta su muerte en 2003. Tuvieron dos hijos. Se casó con Linda Hoffman en 2009. Rydell residió durante mucho tiempo en Penn Valley, Pensilvania y vivió en la misma casa desde 1963 hasta 2013.
Rydell sirvió en los U.S. Guardia Nacional, y comenzó su servicio en 1964 con dos meses de entrenamiento básico en Fort Dix.
La calle en la que nació en Filadelfia pasó a llamarse Bobby Rydell Boulevard, en su honor.

## Muerte
Bobby Rydell falleció en abril de 2022 a la edad de 79 años por complicaciones de neumonía. La tumba de Rydell se puede encontrar en el cementerio de los Santos Pedro y Pablo en Springfield.

## Medios de comunicación
En el drama musical de Broadway Grease , su adaptación cinematográfica y la secuela de la película Grease 2, la escuela secundaria recibió el nombre de "Rydell High" en honor a Rydell.
En el año 2000, en el libro The Beatles Anthology (p. 96), Paul McCartney dijo:

John Lennon y yo escribimos «She Loves You» juntos. Había una canción de Bobby Rydell en ese momento y, como sucede a menudo, piensas en una canción cuando escribes otra. Habíamos planeado una "canción de respuesta" en la que un par de nosotros cantaríamos "ella te ama" y los otros responderían "sí, sí". Decidimos que era una mala idea, pero al menos teníamos la idea de una canción llamada “She Loves You”. Así que nos sentamos en la habitación del hotel durante unas horas y lo escribimos: John y yo, sentados en camas gemelas con guitarras.

No se da un título de canción específico en The Beatles Anthology, pero Bob Spitz escribe en The Beatles: The Biography que McCartney originalmente modeló She Loves You en la "canción de respuesta" de Rydell llamada "Swingin 'School", y no «Forget Him». , como se cita comúnmente.
En la película ganadora del Oscar Green Book (2018), el actor Von Lewis retrata a Rydell en las escenas iniciales.

## Discografía

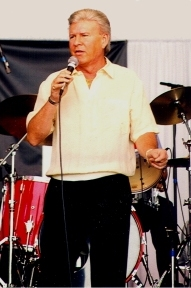
Rydell actuando en 1998

### Álbumes de estudio
- 1961 «bobby's Biggest Hits» (#12 Billboard 200)
- 1961 «Rydell At The Copa» (# 56)
- 1962 «All The Hits» (# 88)
- 1962 «Bobby Rydell/Chubby Checker» (# 7)
- 1963 «Bobby Rydell/Biggest Hits, Volume 2» (# 61)
- 1964 «Forget Him» (# 98)
- 1964 «The Top Hits of 1963» (# 67)

### Sencillos
| Año  | Título                                          | Posición en listas | Posición en listas | Posición en listas | Posición en listas |
| Año  | Título                                          | US Billboard       | US AC              | US R&B             | UK Singles Chart   |
| ---- | ----------------------------------------------- | ------------------ | ------------------ | ------------------ | ------------------ |
| 1959 | "Dream Age"                                     |                    |                    |                    |                    |
| 1959 | "Please Don't Be Mad"                           |                    |                    |                    |                    |
| 1959 | "All I Want Is You"                             |                    |                    |                    |                    |
| 1959 | "Kissin' Time"                                  | 11                 |                    | 29                 |                    |
| 1959 | "We Got Love" b/w                               | 6                  |                    |                    |                    |
| 1960 | "Wild One" b/w                                  | 2                  |                    | 10                 | 7                  |
| 1960 | "Swingin' School" b/w                           | 5                  |                    |                    | 44                 |
| 1960 | "Volare"                                        | 4                  |                    | 9                  | 22                 |
| 1960 | "Sway" b/w                                      | 14                 |                    |                    | 12                 |
| 1961 | "Good Time Baby" b/w                            | 11                 |                    |                    | 42                 |
| 1961 | "That Old Black Magic" b/w                      | 21                 |                    |                    |                    |
| 1961 | "The Fish"                                      | 25                 |                    |                    |                    |
| 1961 | "I Wanna Thank You" b/w                         | 21                 |                    |                    |                    |
| 1961 | "Teach Me to Twist" †                           | 109                |                    |                    | 45                 |
| 1961 | "Jingle Bell Rock" †                            | 21                 |                    |                    | 40                 |
| 1962 | "I've Got Bonnie" b/w                           | 18                 |                    |                    |                    |
| 1962 | "Fatty, Fatty"                                  |                    |                    |                    |                    |
| 1962 | "I'll Never Dance Again" b/w                    | 14                 |                    |                    |                    |
| 1962 | "The Cha-Cha-Cha"                               | 10                 |                    |                    |                    |
| 1963 | "Steel Pier"                                    |                    |                    |                    |                    |
| 1963 | "Butterfly Baby"                                | 23                 |                    |                    |                    |
| 1963 | "Wildwood Days" b/w                             | 17                 |                    |                    |                    |
| 1963 | "The Woodpecker Song" b/w                       |                    |                    |                    |                    |
| 1963 | "Let's Make Love Tonight"                       | 98                 |                    |                    |                    |
| 1963 | "Forget Him"                                    | 4                  |                    |                    |                    |
| 1964 | "Forget Him" b/w                                | 4                  | 3                  |                    | 13                 |
| 1964 | "Make Me Forget"                                | 43                 |                    |                    |                    |
| 1964 | "A World Without Love"                          | 80                 |                    |                    |                    |
| 1964 | "I Just Can't Say Goodbye"                      | 94                 |                    |                    |                    |
| 1965 | "Diana"                                         | 98                 | 23                 |                    |                    |
| 1965 | "Voce De La Notte"                              |                    |                    |                    |                    |
| 1965 | "Side Show"                                     |                    |                    |                    |                    |
| 1965 | "When I See That Girl of Mine"                  |                    |                    |                    |                    |
| 1965 | "The Word for Today"                            |                    |                    |                    |                    |
| 1966 | "Not You"                                       |                    |                    |                    |                    |
| 1966 | "Open for Business as Usual"                    |                    |                    |                    |                    |
| 1968 | "The Lovin' Things"                             |                    |                    |                    |                    |
| 1968 | "The River is Wide"                             |                    |                    |                    |                    |
| 1968 | "Every Little Bit Hurts"                        |                    |                    |                    |                    |
| 1970 | "It Must Be Love"                               |                    |                    |                    |                    |
| 1973 | "California Sunshine"                           |                    |                    |                    |                    |
| 1973 | "Everything Seemed Better (When I Was Younger)" |                    |                    |                    |                    |
| 1976 | "Sway" (Disco Version)                          |                    | 27                 |                    |                    |
| 1976 | "You're Not the Only Girl for Me"               |                    |                    |                    |                    |
| 1977 | "It's Getting Better"                           |                    |                    |                    |                    |

LP
- 1959 I Dig Girls (#46, Billboard Hot 100)
- 1959 Kissin' Time (# 11)
- 1959 We Got Love (#6)
- 1960 Ding-A-Ling (#18)
- 1960 Little Bitty Girl (#19)
- 1960 Sway (#14)
- 1960 Swingin' School (#5)
- 1960 Volare (#4)
- 1960 Wild One (#2)
- 1961 Good Time Baby (#11)
- 1961 I Wanna Thank You (#21)
- 1961 The Fish (#25)
- 1962 i'll Never Dance Again (#14)
- 1962 i've Got Bonnie (#18)
- 1962 The Cha-Cha-Cha (#10)
- 1963 Butterfly Baby (#23)
- 1963 Wildwood Days (#17)
- 1964 Forget Him (#4)
- 1964 Make Me Forget (#43)

## Películas como actor
- Bye Bye Birdie (1963)
- Combat!: The Duel (1964)
- That Lady from Peking (1975)
- Mr. Rock 'n' Roll: The Alan Freed Story (1999)